# Titidius rubrosignatus
Titidius rubrosignatus är en spindelart som först beskrevs av Eugen von Keyserling 1880.  Titidius rubrosignatus ingår i släktet Titidius och familjen krabbspindlar. Inga underarter finns listade i Catalogue of Life.